# Mid-Somerset Football League
Mid Somerset League (hiện đang được tài trợ bởi Trophies of Radstock) là một giải bóng đá Anh, có 4 hạng đấu, cao nhất là Premier Division, nằm ở Cấp độ 14 trong Hệ thống các giải bóng đá ở Anh. Giải đấu này góp đội cho Somerset County League và hiện tại đang liên kết với Somerset County FA.

## Lịch sử
Giải đấu được thành lập năm 1923 để cung cấp thêm trận đấu và tạo nên lịch thi đấu đầy đủ hơn cho các đội bóng ở vùng Mid-Somerset. Giải đấu được mở dành cho tất cả các đội chính xuyên suốt vùng Somerset và các đội ở xa như Odd Down và Minehead tham gia cho đến khi kết thúc ở mùa giải 1946–47. Giải đấu được thành lập lại năm 1950 thành giải trẻ và tiếp tục sau đó. John Hansford xuất bản một quyển sách năm 2000 kỷ niệm 50 đầu tiên trong lịch sử giải đấu.

## Các đội vô địch từng hạng đấu gần đây
| Mùa giải  | Premier Division       | First Division         | Second Division          | Third Division               |
| --------- | ---------------------- | ---------------------- | ------------------------ | ---------------------------- |
| 2014–15   | Coleford Athletic      | Radstock Town 'A'      | Baltonsborough           | Victoria Sports              |
| 2013–14   | Frome Town Sports      | Stoke Rovers           | Peasedown Athletic Dự bị | Baltonsborough               |
| 2012–13   | Chilcompton Sports     | Pensford               | Camerton Athletic        | Westhill Sports              |
| 2011–12   | Meadow Rangers         | Frome Town Sports      | Pensford                 | Frome Town Sports Dự bị      |
| 2010–11   | Meadow Rangers         | Welton Arsenal         | Interhound               | Camerton Athletic            |
| 2009–10   | Meadow Rangers         | Pilton United          | Meadow Rangers Dự bị     | Westfield 'A'                |
| 2008–09   | Purnells Sports        | Farrington Gurney      | Pilton United            | Wookey Dự bị                 |
| 2007–08   | Westfield              | Wookey                 | Westfield Dự bị          | Pilton United                |
| 2006–07   | Purnells Sports        | Pensford               | Purnells Sports Dự bị    | Coleford Athletic Dự bị      |
| 2005–06   | Meadow Rangers         | Purnells Sports        | Pensford                 | Mells & Vobster United Dự bị |
| 2004–05   | Meadow Rangers         | Wookey                 | Purnells Sports          | Purnells Sports Dự bị        |
| 2003–04   | Coleford Athletic      | Radstock Town Dự bị    | Westfield                | Frome Town Sports Dự bị      |
| 2002–03   | Coleford Athletic      | Littleton Sports Dự bị | Peasedown St John Rovers | Westfield                    |
| 2001–02   | Meadow Rangers         | Littleton Sports       | Littleton Sports Dự bị   | Wookey                       |
| 2000–01   | Coleford Athletic      | Inveresk               | Welton Arsenal           | Stoke Rovers Dự bị           |
| 1999–2000 | Chilcompton            | Pensford               | Inveresk                 | Timsbury Athletic 'A'        |
| 1998–99   | Pilton United          | Chilcompton            | Interhound               | Inveresk                     |
| 1997–98   | Mells & Vobster United | Pilton United          | Farrington Gurney        | Clutton Dự bị                |
| 1996–97   | Frome Sportshouse      | Littleton Sports       | Wookey                   | Peasedown Athletic 'B'       |
| 1995–96   | Mells & Vobster United | Stoke Rovers           | Norton Hill Rangers      | Wookey                       |
| 1994–95   | Frome Collegians       | Peasedown MYCOR Dự bị  | Purnells Sports          | Farrington Gurney            |
| 1993–94   | Mells & Vobster United | Coleford Athletic      | Peasedown MYCOR Dự bị    | Waterside Sports             |

## Các câu lạc bộ mùa giải 2015–16
| - Clutton Dự bị - Coleford Athletic - Frome Collegians Dự bị - Interhound - Meadow Rangers - Mells & Vobster United - Radstock Town 'A' - Stoke Rovers - Wells City 'A' - Welton Arsenal - Westfield Dự bị | - Baltonsborough - Belrose - Camerton Athletic - Evercreech Rovers - Glastonbury Dự bị - High Littleton - Pilton United - Purnells Sport Dự bị - Temple Cloud - Westhill Sports | - Chew Magna Dự bị - Chilcompton Sports Dự bị - Coleford Athletic Dự bị - Farrington Gurney Dự bị - Frome Town Sports Dự bị - Mells & Vobster United Dự bị - Pensford Dự bị - Saltford Dự bị - Somer Valley - Tunley Athletic Dự bị - Victoria Sports - Westfield 'A' - Westhill Sports Dự bị | - Baltonsborough Dự bị - Bath Rangers - Bath Villa - Chilcompton Sports 'A' - Chilcompton United - Evercreech Rovers Dự bị - Midsomer Norton Athletic - Old Crown - Peasedown Albion - Pilton United Dự bị - Purnells Sports 'A' - Timsbury Athletic Dự bị - Welton Rovers 'A' - Wessex |

Nguồn: